# Мэк, Наташа
Наташа Мэк (англ. Natasha Mack; род. 3 ноября 1997 года, Лафкин, Техас, США) — американская профессиональная баскетболистка, выступающая в женской национальной баскетбольной ассоциации за клуб «Финикс Меркури». Была выбрана на драфте ВНБА 2021 года во втором раунде под шестнадцатым номером командой «Чикаго Скай». Играет в амплуа тяжёлого форварда.

## Ранние годы
Наташа родилась 3 ноября 1997 года в городе Лафкин (штат Техас), а училась там же в одноимённой средней школе, в которой выступала за местную баскетбольную команду.